# 宝塚市
宝塚市（たからづかし）は、兵庫県の南東部（阪神間）に位置する市。阪神北県民局管轄区域。国から施行時特例市に指定されている。宝塚市の「塚」は国や兵庫県では新字体の「塚」を用いているが、宝塚市では画数の1画多い「塚」を用いる。本記事では、概ね「塚」を使用する。

## 概要

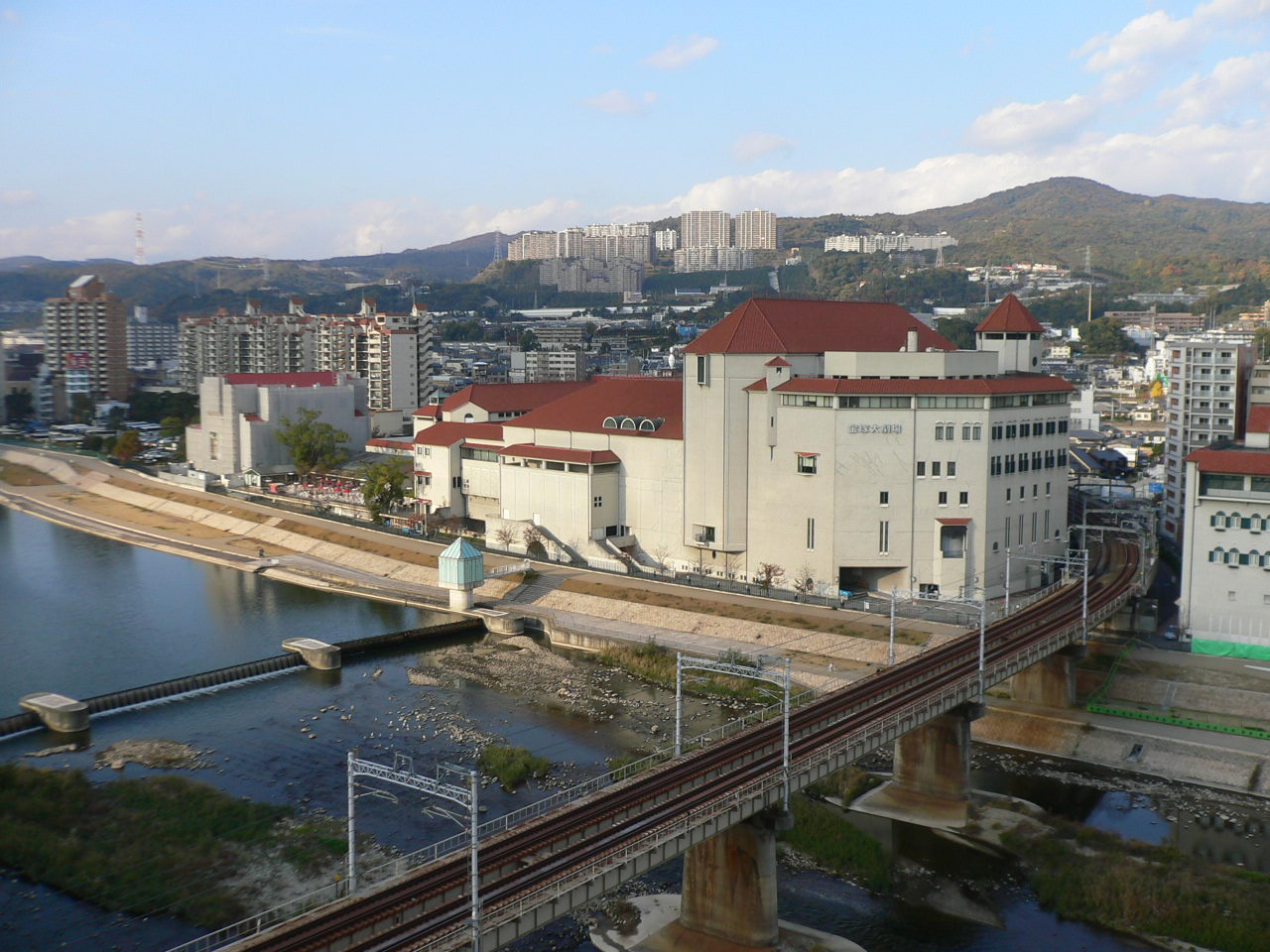
武庫川の畔に建つ宝塚歌劇団の本拠地、宝塚大劇場をはじめとする劇場群と宝塚音楽学校

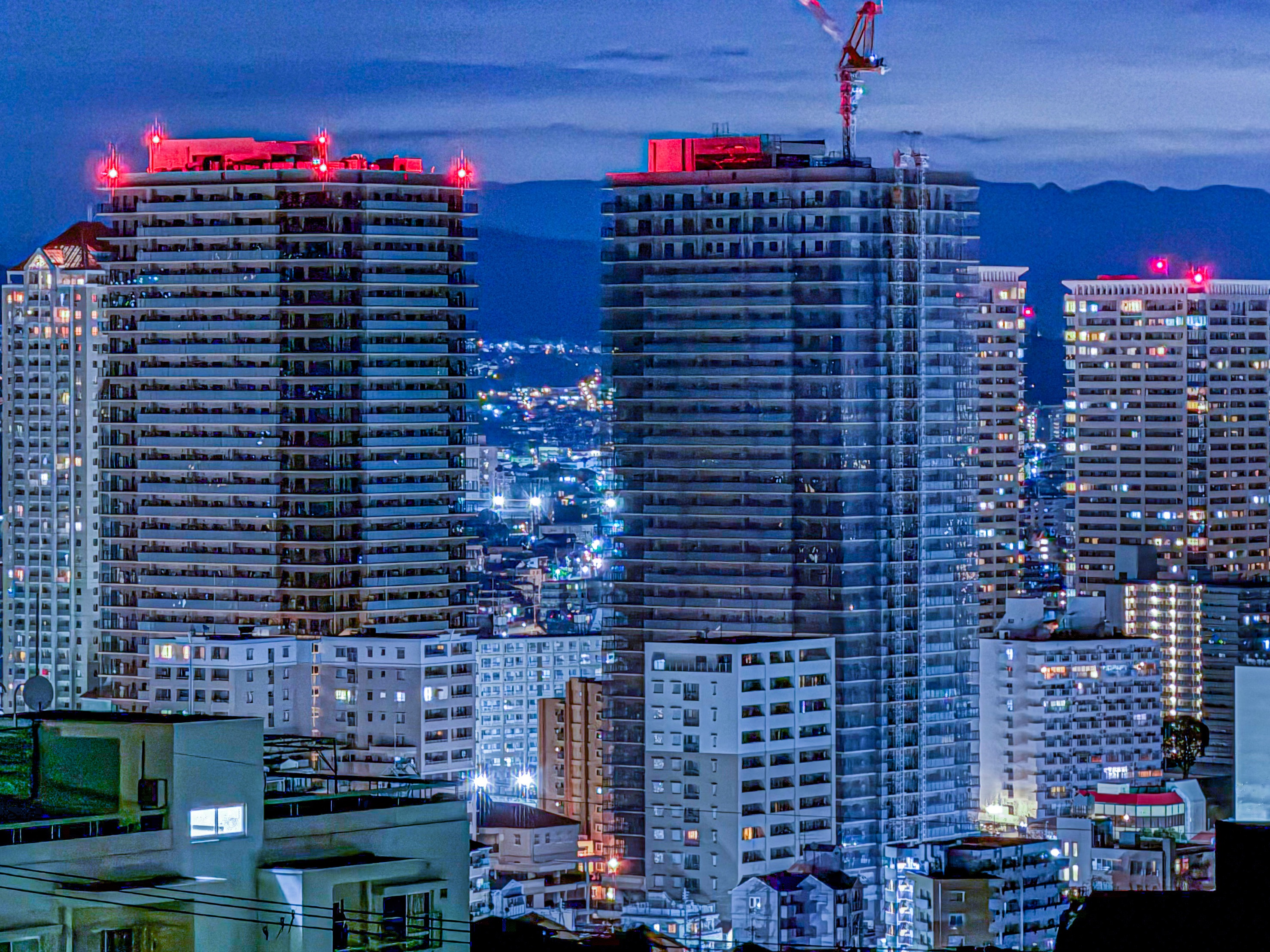
南西部より見た宝塚中心部のタワーマンション群

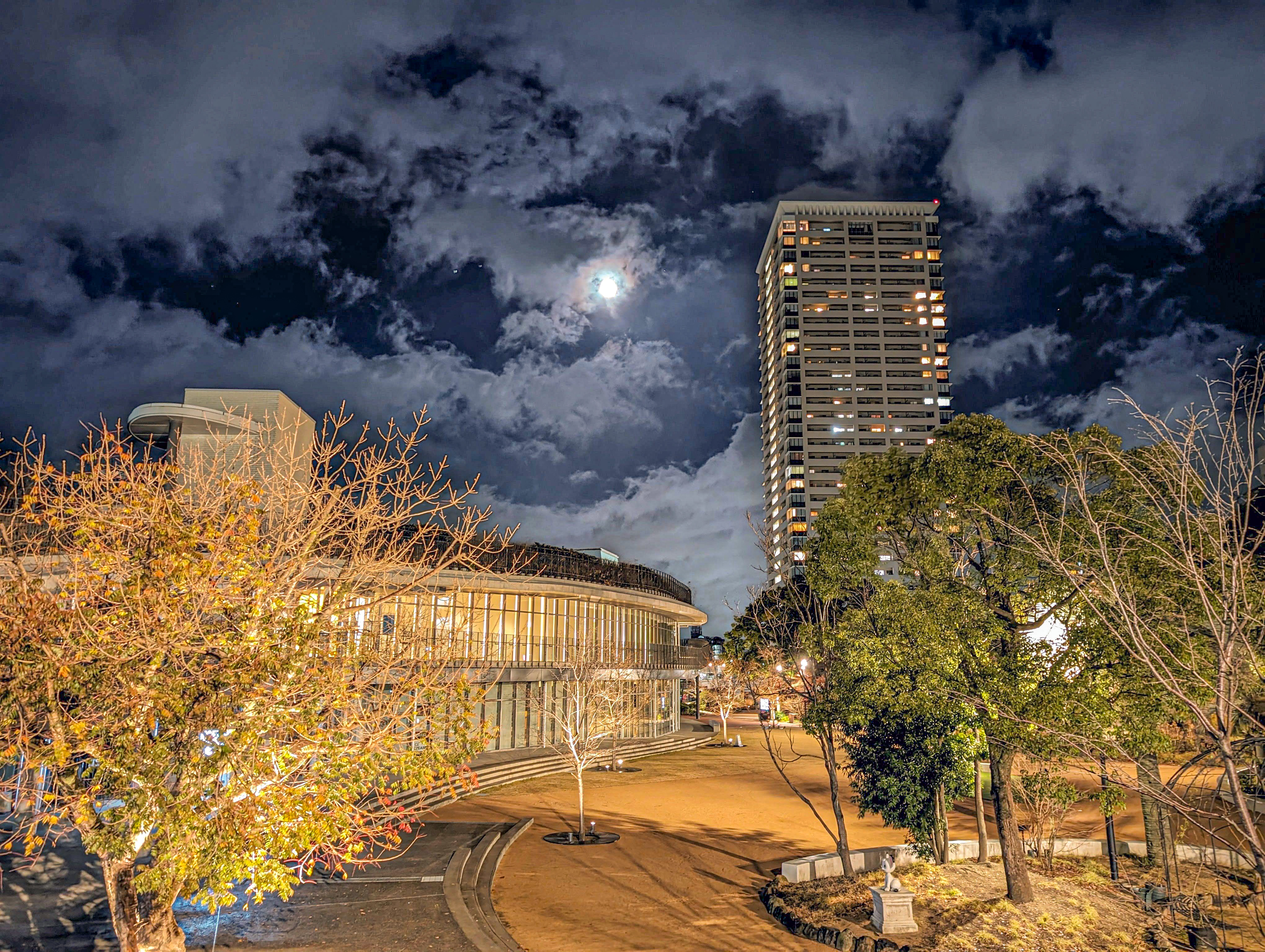
宝塚市立芸術文化センター

阪急電鉄を始めとした阪急阪神東宝グループの創始者・小林一三が手がけた宝塚歌劇団の本拠地である宝塚大劇場があり、『歌劇の街』として全国的に有名である。漫画家・手塚治虫が青少年期を過ごした町としても知られる。かつては、阪急電鉄経営の宝塚ファミリーランドや東宝映画の源流の1つである宝塚映画製作所などを有して、阪急東宝グループの文化拠点としてのイメージが強かった。阪急電鉄経営の宝塚ファミリーランドが2003年4月7日（鉄腕アトムの誕生日）に閉鎖され、宝塚ガーデンフィールズ（閉鎖）を経て、今では商業施設やタワーマンション・小学校等に生まれ変わっている。
現在は仁川、逆瀬川、雲雀丘などの閑静な高級住宅街を有する阪神間の住宅都市である。
阪神間北部に位置しており、西は六甲山系、北は長尾山系に囲まれて、中心部を武庫川が流れている。関西の奥座敷として温泉場や1913年（大正2年）から続く宝塚観光花火大会や高級住宅地としても有名である。
一時、伊丹市・川西市・猪名川町と合併構想が持ち上がったが、現在は凍結している。

## 地理

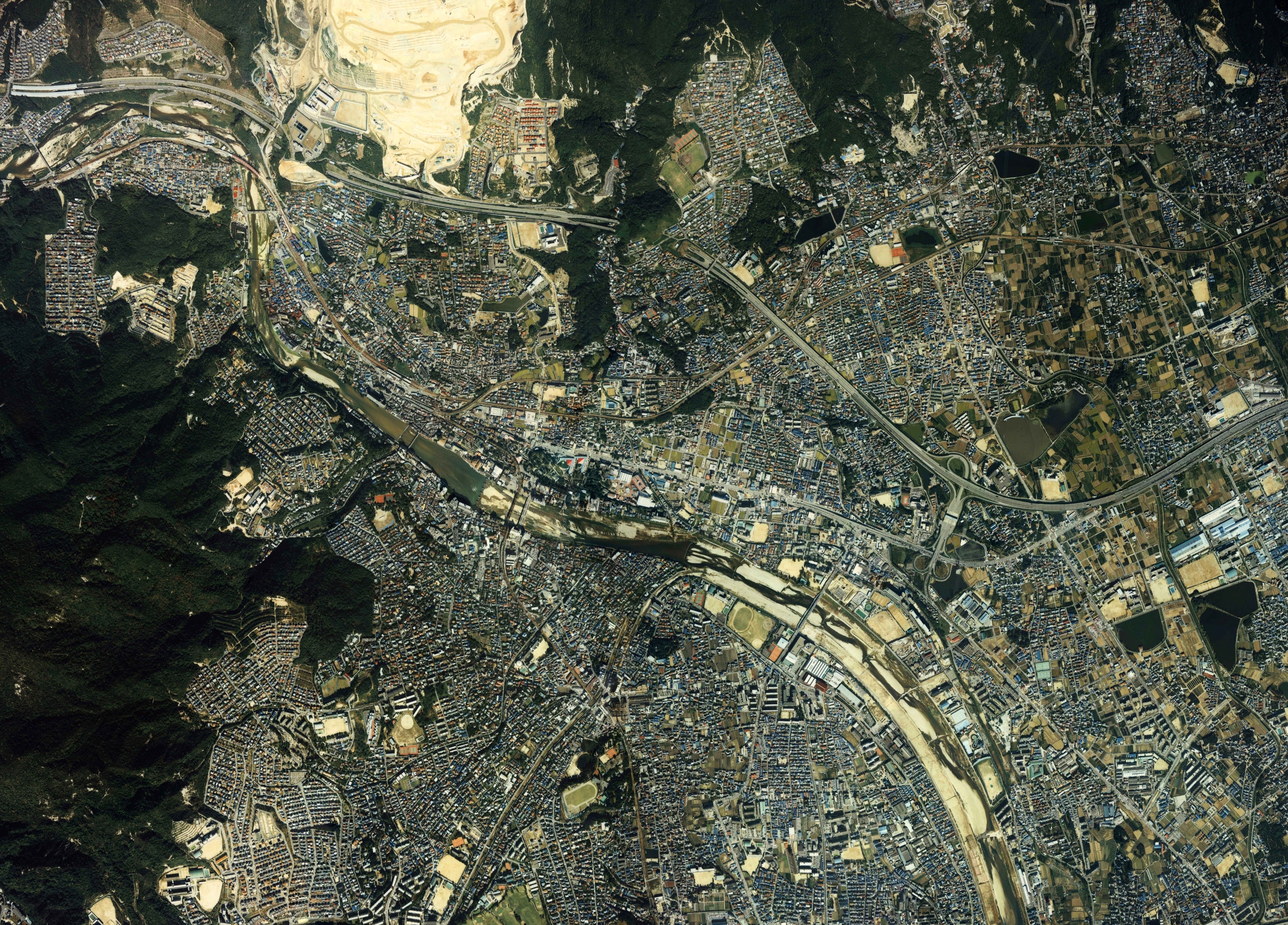
宝塚市中心部周辺の空中写真。1985年撮影の9枚を合成作成。。

### 地形
河川
武庫川、逆瀬川、仁川、荒神川、羽束川、天神川
山
岩原山（573m）、大峰山（552m）、譲葉山（514m）、社家郷山（489m）、岩倉山（488m）、中山（478m）、樫ヶ峰（457m）

### 人口
宝塚市は、大阪・神戸のベッドタウンとして宅地開発が進み、人口が増加した。市制施行時の人口は4万1581人である。これは、地方自治法でいう市の要件である「人口5万以上」を下回るが、1953年（昭和28年）の町村合併促進法および地方自治法の一部が改正されたことによって、要件を満たしたものであった。その後、1955年（昭和30年）から1975年（昭和50年）までの20年間で人口は3倍となり、1975年には16万人を突破した。このため、宝塚市は「人口急増都市」ともいわれた。1955年4月1日に旧長尾村の一部を伊丹市へ分市して以後、市域は変化していないため、この人口増加は合併によるものではなく、社会増や自然増によるものである。1960年以降の5年ごとの人口増加率は40％を記録した。
宝塚市の人口増加の主要原因は社会増であるとされている。1955年から1975年までの20年間で毎年約5000人の社会増が続いた。また、1970年以降は年間1万9000人が転入し、1万4000人が転出していた。
人口は2020年の国勢調査で22万6432人に達して以降は減少傾向となっている。2025年8月で22万人を割り込み、2040年の人口は約19万4000人となり、2015年（平成27年）の86.5%に減少すると予測されている。
| |                                        |  |
| 宝塚市と全国の年齢別人口分布（2005年） | 宝塚市の年齢・男女別人口分布（2005年） |  |
| ■紫色 ― 宝塚市 ■緑色 ― 日本全国 | ■青色 ― 男性 ■赤色 ― 女性              |  |
| 宝塚市（に相当する地域）の人口の推移 \| 1970年（昭和45年） \| 127,179人 \| \| \| 1975年（昭和50年） \| 162,624人 \| \| \| 1980年（昭和55年） \| 183,628人 \| \| \| 1985年（昭和60年） \| 194,273人 \| \| \| 1990年（平成2年） \| 201,862人 \| \| \| 1995年（平成7年） \| 202,544人 \| \| \| 2000年（平成12年） \| 213,037人 \| \| \| 2005年（平成17年） \| 219,862人 \| \| \| 2010年（平成22年） \| 225,700人 \| \| \| 2015年（平成27年） \| 224,903人 \| \| \| 2020年（令和2年） \| 226,432人 \| \| |                                        |  |
| 総務省統計局 国勢調査より |                                        |  |
| 1970年（昭和45年） | 127,179人                              |  |
| 1975年（昭和50年） | 162,624人                              |  |
| 1980年（昭和55年） | 183,628人                              |  |
| 1985年（昭和60年） | 194,273人                              |  |
| 1990年（平成2年） | 201,862人                              |  |
| 1995年（平成7年） | 202,544人                              |  |
| 2000年（平成12年） | 213,037人                              |  |
| 2005年（平成17年） | 219,862人                              |  |
| 2010年（平成22年） | 225,700人                              |  |
| 2015年（平成27年） | 224,903人                              |  |
| 2020年（令和2年） | 226,432人                              |  |

### 隣接する自治体・行政区
川西市満願寺町（満願寺の周辺）が飛地として市内に存在する。
大阪市への通勤率は22.5%である（平成22年国勢調査）。
- 神戸市（北区）
- 伊丹市
- 西宮市
- 川西市
- 三田市
- 川辺郡猪名川町

## 歴史

### 地名の由来
宝塚の「塚」は、「盛り土をした墓（古墳）」を意味する。宝塚は文字通り古墳の名称であるが、宝塚には古墳が多くあり、宝塚と呼ばれていた古墳に関しては諸説あって場所が特定されていない。江戸時代には「宝塚」の地名が使われていた。（後述）
1. 旧川面村川面に宝塚と呼ばれていた古墳があり、近隣の新田（現：御殿山）も宝塚と呼ばれた[8]。1672年の検地記録に、川面村の小字として宝塚東・宝塚南・宝塚北が記されている。
2. 宝塚山（ほうちょうざん）宝泉寺[* 1]（現：宮の町）の地に、神功皇后の母である高額比売命（たかぬかひめのみこと）を祀った古墳があり、この高額塚（たかぬかつか）が宝塚（たからづか）へ転訛した。
3. 旧米谷村（現：米谷）に塚があり、この塚の許で物を拾うと必ず幸せになったため、宝塚と呼ばれていた[9]。
4. 旧良元村伊孑志に宝塚と呼ばれていた古墳があった（現：宝梅）。

このように古くからある宝塚の名称は、明治になって温泉名や駅名となった後、1951年（昭和26年）に初めて市町村名として採用される。

### 沿革

#### 先史・古代
- 4世紀頃から7世紀にかけて、多くの古墳が造られる。
- 7世紀初期より、中山寺、売布神社などの寺社が創建される。
- 10世紀後半、摂関家の私牧（まき）として川面牧が成立する。

#### 中世
- 12世紀、川面牧が荘園化し川面荘となり、米谷庄など新たな荘園も成立する。
- 1223年（貞応2年）「小林の湯」（後の宝塚温泉）の記録がなされる。
- 15世紀末、小浜庄が成立、毫摂寺創建により小浜が寺内町として発達する。

#### 近世
- 武庫川左岸は摂津国川辺郡、右岸は同武庫郡に属す。
- 16世紀後半、山本村で接ぎ木手法が発見され、豊臣秀吉の庇護の下、植木産業の礎が築かれる。
- 17世紀、有馬街道の宿場町として小浜宿が設けられ、徳川幕府の庇護の下繁栄する。
- 小浜宿の設立とともに酒造が発達（小浜流）。灘五郷に先立つ大酒造業地となるが、18世紀から次第に灘五郷へ譲渡され消滅。

#### 明治以降
- 1887年（明治20年） - 宝塚温泉が開業。
- 1897年（明治30年） - 武庫川が氾濫する。 阪鶴鉄道（現在の福知山線（JR宝塚線）大阪～宝塚間）が開通。
- 1902年（明治35年） - 宝来橋完成。
- 1910年（明治43年） - 箕面有馬電気軌道（現在の阪急宝塚本線）が開通。（阪神間モダニズム）
- 1914年（大正3年）4月1日 - 宝塚少女歌劇団（現・宝塚歌劇団）第1回公演が挙行。
- 1935年（昭和10年）7月5日 - 集中豪雨により紅葉谷、宝塚南口で冠水。宝塚ホテルで5尺の深さとなる[10]。

#### 第2次世界大戦後
- 1945年（昭和20年）9月26日 - アメリカ軍第1軍第33師団が市内に進駐[11]。
- 1954年（昭和29年）4月1日 - 川辺郡宝塚町・武庫郡良元村が合併して宝塚市が発足。同日に市章および「宝塚市歌」を制定。
- 1955年（昭和30年）3月10日 - 川辺郡長尾村を編入。
- 1955年（昭和30年）3月14日 - 川辺郡西谷村を編入。
- 1955年（昭和30年）4月1日 - 大字荻野・荒牧・鴻池・大野新田（旧・長尾村の一部）を伊丹市に編入。
- 1975年（昭和50年） - 年間を通じて交通事故による死者率が都市別で全国最小（10万人当たり1.3）を記録[12]。
- 1995年（平成7年）1月17日 - 阪神・淡路大震災によって、100人を超える犠牲者を出す。
- 2003年（平成15年）4月1日 - 特例市に移行。
- 2004年（平成16年）4月1日 - 市制50周年。
- 2013年（平成25年）7月12日 - 宝塚市役所放火事件。午前9時40分頃、宝塚市役所本庁舎1階の市税収納課付近で男がポリタンク入りのガソリンと火炎瓶を投げつけて放火し、1階の一部を焼損。6名が負傷[13]。
- 2018年 （平成30年） 3月18日 - 新名神高速道路 川西インターチェンジ-神戸ジャンクション開通により、宝塚北サービスエリア開業[14]。

## 行政

### 市長
- 森臨太郎（2025年4月19日就任予定、1期目）

| 代      | 氏名         | 就任年月日    | 退任年月日     | 備考       |
| ------- | ------------ | ------------- | -------------- | ---------- |
| 初代    | 田中九右衛門 | 1954年5月8日  | 1956年5月14日  |            |
| 2-4代   | 田中詮徳     | 1956年6月10日 | 1968年6月9日   |            |
| 5代     | 北俊三       | 1968年6月10日 | 1970年12月23日 | 任期中死去 |
| 6-10代  | 友金信雄     | 1971年2月7日  | 1991年2月6日   |            |
| 11-13代 | 正司泰一郎   | 1991年2月7日  | 2003年3月13日  |            |
| 14代    | 渡部完       | 2003年4月24日 | 2006年3月6日   | 辞職       |
| 15代    | 阪上善秀     | 2006年4月9日  | 2009年2月27日  | 辞職       |
| 16-18代 | 中川智子     | 2009年4月19日 | 2021年4月18日  |            |
| 19代    | 山﨑晴恵     | 2021年4月19日 | 2025年4月18日  |            |
| 20代    | 森臨太郎     | 2025年4月19日 |                |            |

※歴代市長

### 財政
宝塚市の財政状況は厳しくなっており、国民健康保険は10.9億円の赤字となっている。その為、宝塚市は、平成28年3月より医療費抑制のため、生活習慣病の予防を呼び掛けている。宝塚市は、「生活習慣病は、高血圧や心疾患、糖尿病などが最も多くの医療費がかかっている」と説明している。
2020年、市立病院の赤字は、前年同月比の3.4倍となる約2億280万円に上った。これにより、6年連続の赤字となった。市立病院は、厳しい経営状態が続いている。
2021年時点で、宝塚市は、財政難となっている上、予算に偏りがある。土木費などに予算が行き渡っておらず、インフラ整備などが停滞している。宝塚市の市道などの老朽化率は86％。公共施設の老朽化率は62％。全体で73％に達している。健全値と言われる30％の値から大きく乖離している。10年余り土木費や教育費などを削減し続けたことが、急速悪化の主因と指摘されている。

### 市庁舎
村野藤吾が設計し1980年に竣工した。
竣工から43年間、階表記がG階（グランドフロア）から始まり、1階、2階・・・と増えるイギリス英語式だった。敷地に高低差があり、駐車場がある東側の入口（G階）と、バス停がある西側の入口（1階）で階が異なるためだったが、利用者からの苦情もあり、2023年2月に第2庁舎が整備されたのに伴い、本庁舎も1階、2階・・・の表記に改められた。
2013年の宝塚市役所放火事件では、当時の1階部分にガソリンがまかれて炎上し、1,442平方mが焼損した。

### 警察
- 兵庫県宝塚警察署が置かれ、市内全域を管轄する。

### 消防
- 宝塚市消防本部が担当する。

### ごみ処理施設
宝塚市には宝塚クリーンセンターがある。現在の宝塚クリーンセンターは1988年に稼働した。稼働から既に30年以上経過しているため建て替えが必要とされており、建て替えと運営にかかる総事業費は20年間で最大約681億円となっていた。市は新たなごみ処理施設の建設と管理運営を一括して事業者に発注し、2021年8月に入札公告を実施し、2022年6月に整備工事費と約24年間の管理運営委託費を合わせ、予定価格より16億円少ない約598億円で川崎重工業グループが落札した。整備期間は2022年~2032年で、運営期間は2024年~2047年である。

### その他
- 税務署：大阪国税局西宮税務署が管轄する。
- 年金事務所：西宮年金事務所が管轄する。
- 自衛隊：陸上自衛隊中部方面隊長尾山演習場

## 議会

### 兵庫県議会
- 選挙区：宝塚市選挙区
- 定数：3人
- 任期：2023年4月30日 - 2027年4月29日
- 投票日：2023年4月9日
- 当日有権者数：189,543人
- 投票率：37.01％

| 候補者名 | 当落 | 年齢 | 党派名       | 新旧別 | 得票数   |
| -------- | ---- | ---- | ------------ | ------ | -------- |
| 門隆志   | 当   | 56   | 日本維新の会 | 現     | 23,172票 |
| 風早寿郎 | 当   | 45   | 自由民主党   | 現     | 18,923票 |
| 橋本成年 | 当   | 47   | 立憲民主党   | 新     | 14,754票 |
| 練木恵子 | 落   | 60   | 日本共産党   | 現     | 12,356票 |

### 衆議院
- 選挙区：兵庫6区（伊丹市、宝塚市、川西市（旧東谷村を除く））
- 任期：2021年10月31日 - 2025年10月30日
- 当日有権者数：465,210人
- 投票率：55.58％

| 当落 | 候補者名   | 年齢 | 所属党派     | 新旧別 | 得票数   | 重複 |
| ---- | ---------- | ---- | ------------ | ------ | -------- | ---- |
| 当   | 市村浩一郎 | 57   | 日本維新の会 | 元     | 89,571票 | ○    |
| 比当 | 大串正樹   | 55   | 自由民主党   | 前     | 87,502票 | ○    |
| 比当 | 桜井周     | 51   | 立憲民主党   | 前     | 77,347票 | ○    |

## 地域の再開発
昭和後期以降、宝塚市では阪急宝塚駅や逆瀬川駅の再開発をはじめとした都市再生計画を急速に進めてきた。
宝塚市は、「コンパクト・プラス・ネットワーク」の考え方に基づき、持続可能な都市づくりを推進している。都市機能を集約し、公共交通や道路網の整備によってネットワーク化を図ることで、利便性の向上と地域活性化を目指している。
宝塚市中心市街地活性化基本計画では、「商業・サービスが充実した『暮らしやすい』コンパクトなまち」の形成を掲げており、市街地の活性化や都市基盤の整備が進められている。この計画の一環として、都市機能のまちなか立地促進、空きビルの再生、多目的広場の整備などが推進されている。

### 駅施設
- サンビオラ

- ソリオ宝塚

- ピピアめふ

- アピアさかせがわ

- さらら仁川

### タワーマンション
- ファミール宝塚グランスイートタワー

- ジオタワー宝塚WEST

- ジオタワー宝塚EAST

- ザ・宝塚タワー

- ジオタワー宝塚グランレジス北棟（仮称）

- ジオタワー宝塚グランレジス南棟（仮称）

## 姉妹都市・提携都市

### 国内
- 松江市（島根県）
1967年（昭和42年）8月1日 姉妹都市提携締結。
- 長久手市（愛知県）
2012年（平成24年）10月27日 友好都市提携締結。

### 海外
- オーガスタ市（アメリカ合衆国ジョージア州）
- ウィーン市第9区（オーストリア共和国）
- メルビル市（英語版）（オーストラリア西オーストラリア州）

## 産業

### 金融
指定金融機関：平成21年7月より池田泉州銀行・三菱UFJ銀行・三井住友銀行3行による輪番制を敷いていたが、2019年に三菱UFJ銀行が指定金融機関を辞退し、現在は池田泉州銀行（西暦の奇数年7月~翌年6月）・三井住友銀行（西暦の偶数年7月~翌年6月）2行による輪番制となっている。

### 企業
- 新明和工業 - 東証・大証1部上場の輸送機製造メーカー。
- ハイレックスコーポレーション - 大証2部上場、自動車用コントロールケーブル最大手。
- 宝塚歌劇団
- 宝塚クリエイティブアーツ
- 海山鉱業 - 2005年11月民事再生法を申請。
- 三和建設
- TOA
- 住友化学
- 日本システム開発 - コンピュータ応用機器の開発／製造メーカー
- ウィル - 東証2部上場の独立系不動産会社
- ナルトシザー - 理美容ハサミの製造・卸売業

### 特産品
- 植木（日本三大植木産地の一つ）・花卉（ダリア・アイリス等）
- 炭酸せんべい
- 乙女餅
- やきもち

## 地域

### 教育

#### 小学校・中学校
市立小・中学校の通学区域は「小中学校の校区表」による。小中一貫教育については、一部の校区で校区割が複雑となっていて市内で統一した対応が困難であることから、校区割の整合が取れている地区についてモデル事例として実施することとされている。2025年度より西谷小・中学校を小規模特認校に指定し、所定の手続きを取れば市内全域から西谷小・中学校に通学することができる。
| 市立小学校               | 市立中学校               | 市立小学校           | 市立中学校                 |
| ------------------------ | ------------------------ | -------------------- | -------------------------- |
| 宝塚市立良元小学校       | 宝塚市立宝塚第一中学校   | 宝塚市立売布小学校   | 宝塚市立宝塚中学校         |
| 宝塚市立仁川小学校       | 宝塚市立宝塚第一中学校   | 宝塚市立美座小学校   | 宝塚市立宝塚中学校         |
| 宝塚市立末成小学校       | 宝塚市立高司中学校       | 宝塚市立小浜小学校   | [ * 2 ]                    |
| 宝塚市立光明小学校       | 宝塚市立高司中学校       | 宝塚市立安倉小学校   | 宝塚市立安倉中学校         |
| 宝塚市立高司小学校       | 宝塚市立高司中学校       | 宝塚市立安倉北小学校 | [ * 3 ]                    |
| 宝塚市立宝塚小学校       | 宝塚市立御殿山中学校     | [ * 4 ]              | 宝塚市立長尾中学校         |
| 宝塚市立すみれガ丘小学校 | 宝塚市立御殿山中学校     | 宝塚市立長尾台小学校 | 宝塚市立南ひばりガ丘中学校 |
| 宝塚市立末広小学校       | 宝塚市立宝梅中学校       | 宝塚市立丸橋小学校   | [ * 5 ]                    |
| 宝塚市立宝塚第一小学校   | [ * 6 ]                  | 宝塚市立長尾南小学校 | [ * 5 ]                    |
| 宝塚市立西山小学校       | [ * 6 ]                  | 宝塚市立長尾小学校   | [ * 7 ]                    |
| 宝塚市立逆瀬台小学校     | 宝塚市立光ガ丘中学校     | 宝塚市立山手台小学校 | 宝塚市立山手台中学校       |
| 宝塚市立中山台小学校     | 宝塚市立中山五月台中学校 | 宝塚市立西谷小学校   | 宝塚市立西谷中学校         |

私立小学校
- 雲雀丘学園小学校
- 小林聖心女子学院小学校
- 関西学院初等部

私立中学校
- 雲雀丘学園中学校
- 小林聖心女子学院中学校

#### 高等学校
- 兵庫県立宝塚高等学校
- 兵庫県立宝塚西高等学校
- 兵庫県立宝塚東高等学校
- 兵庫県立宝塚北高等学校
- 雲雀丘学園高等学校
- 小林聖心女子学院高等学校

#### 特別支援学校
- 宝塚市立たからづか支援学校

#### 各種学校
- 宝塚音楽学校

#### 専門学校
- 宝塚市立看護専門学校

#### 大学
- 甲子園大学
- 宝塚大学
- 宝塚医療大学

### 主な文化施設
- 宝塚市立文化施設ソリオホール - 文化ホール。7つの会議室等を併せ持つ。300席。
- 宝塚市立文化施設ベガ・ホール - 音楽ホール。ピアノや室内楽に特化。372席。
- 宝塚市立宝塚文化創造館（宝塚音楽学校旧校舎） - 複合文化施設。旧宝塚音楽学校本校舎を利用。
- 宝塚市立文化芸術センター - 2020年6月にオープンした、ギャラリーを中心としたアートセンター。
- 宝塚シネ・ピピア - 市内唯一の映画館。全国的にも珍しい公設民営映画館。

### 主な病院
- 宝塚市立病院
- 宝塚第一病院
- 宝塚病院

### 主な商業施設
- 宝塚駅：ソリオ宝塚、宝塚阪急、ユニベール宝塚、花のみち
- 宝塚南口駅：サンビオラ
- 逆瀬川駅：アピア、アピアきた、イトーピア
- 仁川駅：さらら
- 売布神社駅：ピピアめふ
- 清荒神駅：清荒神参道商店街
- 中山寺駅：グランドゲート宝塚

### 放送メディア
- エフエム宝塚

### 住宅団地
- 都市再生機構逆瀬川団地
- 都市再生機構中山五月台団地
- 都市再生機構フレール宝塚御殿山
- 都市再生機構グリーンヒルズ仁川（仁川団地を建て替えた住宅団地）
- 県営宝塚小林住宅
- 県営宝塚安倉住宅
- 県営宝塚御所ノ前住宅
- 県営宝塚山本住宅
- 県営宝塚中筋住宅
- 県営宝塚口谷東住宅
- 県営宝塚野里住宅
- 県営宝塚旭町住宅
- 県営宝塚安倉南住宅
- 県営宝塚泉町住宅
- 県営宝塚切畑住宅
- 県営宝塚福井住宅
- 兵庫県住宅供給公社東仁川団地
- 宝塚光明住宅
- 宝塚安倉住宅
- 逆瀬川ハイツ
- ラ・ビスタ宝塚

かつて存在した住宅団地
- 都市再生機構仁川団地（建て替えで「グリーンヒルズ仁川」となった）

### その他
- 郵便局：宝塚郵便局（小浜）を中心に、22局ある。宝塚寿郵便局が星の荘にあり宝と寿が重なり縁起が良い郵便局として有名。
- 宝塚市立図書館：中央図書館（清荒神）、西図書館（小林）、中山台分室、山本南分室の4か所があり、移動図書館すみれ号を有する。
- 公共施設：宝塚市立スポーツセンター（小浜）、宝塚市立宝塚自然の家（大原野）
- 公民館：中央公民館（伊孑志）、東公民館（山本）、西公民館（小林）の3箇所がある。
- ごみ処理：宝塚市ごみ政策課が、クリーンセンター（小浜）で処理を行っている。
- 市営霊園：火葬場を有する長尾山霊園と、宝塚すみれ墓苑がある。

## 交通
市街地が広がる市南部を中心に、鉄道網・バス網が整備されている。

### 鉄道

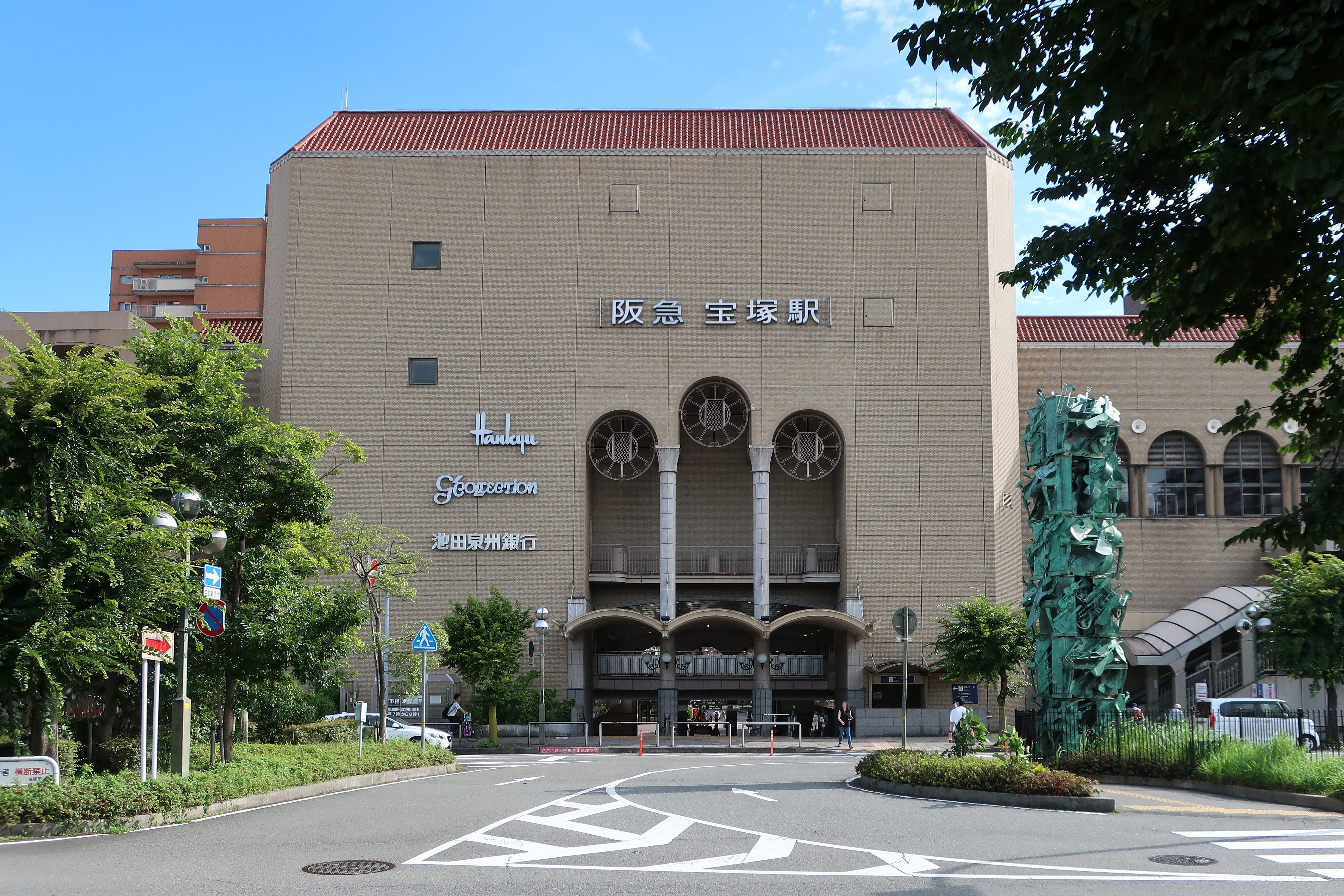
宝塚駅

市の代表駅として、中心的な役割を担っているのは、宝塚駅である。2社3路線（西日本旅客鉄道（JR西日本）福知山線、阪急電鉄宝塚本線・今津線）が当駅を利用している。
なお、市の代表駅である宝塚駅から大阪の梅田方面へ向かう電車のルートは、阪急宝塚本線（川西能勢口・石橋阪大前経由、急行・準急・普通大阪梅田行き）、阪急今津線（門戸厄神・阪急神戸本線塚口経由、準急大阪梅田行き）、JR福知山線（伊丹・尼崎経由、丹波路快速・快速・各駅停車大阪行き）の3つのルートがある。
- 西日本旅客鉄道（JR西日本）
  - 福知山線（JR宝塚線）　中山寺駅 - 宝塚駅 - （西宮市区間）- 武田尾駅
- 阪急電鉄
  - 宝塚本線　雲雀丘花屋敷駅 - 山本駅 - 中山観音駅 - 売布神社駅 - 清荒神駅 - 宝塚駅
  - 今津線　宝塚駅 - 宝塚南口駅 - 逆瀬川駅 - 小林駅 - 仁川駅

### 高速自動車国道

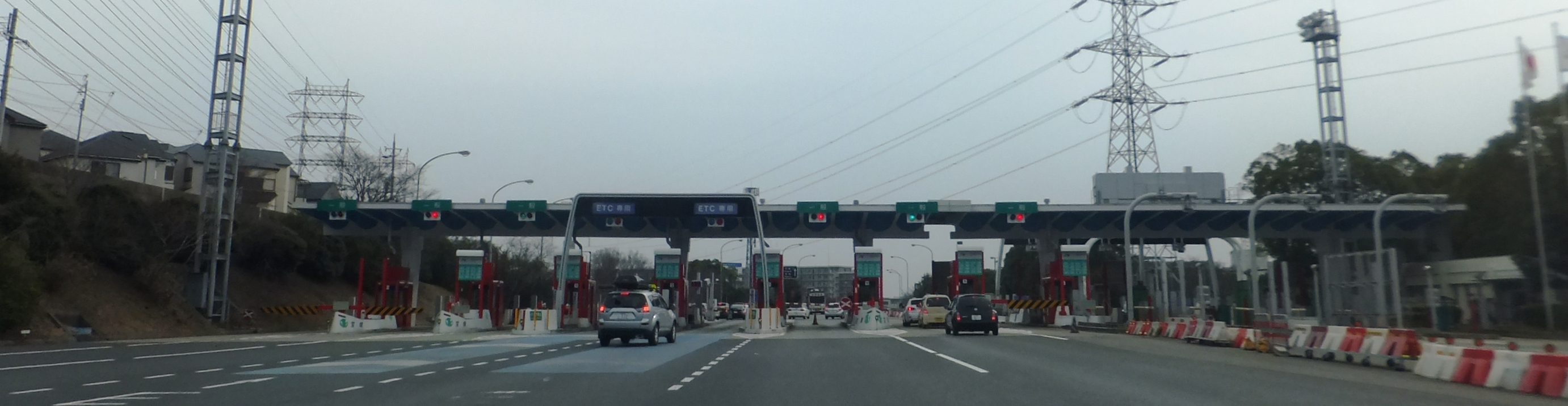
宝塚IC

- 中国自動車道（市内を通る宝塚西トンネルは渋滞の名所として知られる）
  - 宝塚IC
- 新名神高速道路
  - 宝塚北SA/スマートIC

### 一般国道

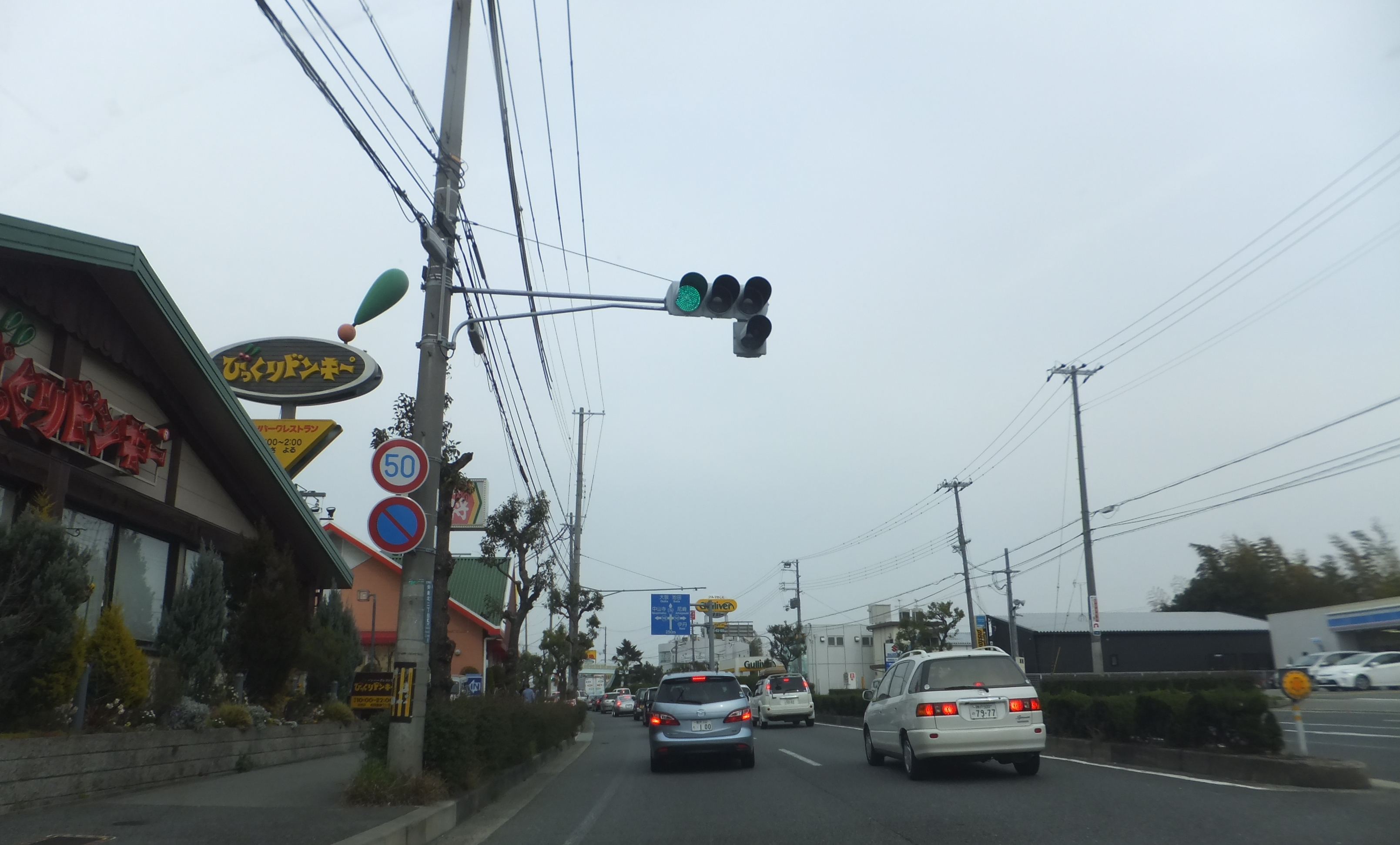
市内の東西を縦断する国道176号
安倉北2丁目で撮影

- 国道176号（イナロク）

### 主要県道
- 兵庫県道16号明石神戸宝塚線（明宝線）
- 兵庫県道33号塩瀬宝塚線（十万道路）
- 兵庫県道42号尼崎宝塚線（尼宝線）
- 兵庫県道51号宝塚唐櫃線（有馬街道）
- 兵庫県道68号川西三田線

### 一般県道
- 兵庫県道114号西宮宝塚線
- 兵庫県道131号中山寺停車場中山寺線
- 兵庫県道142号米谷昆陽尼崎線
- 兵庫県道187号雲雀丘停車場線
- 兵庫県道188号宝塚停車場線
- 兵庫県道319号下佐曽利笹尾線
- 兵庫県道323号上佐曽利木器線
- 兵庫県道324号切畑猪名川線
- 兵庫県道325号切畑多田院線
- 兵庫県道327号切畑道場線
- 兵庫県道331号姥ヶ茶屋伊丹線
- 兵庫県道332号山本伊丹線
- 兵庫県道333号寺本川西線
- 兵庫県道335号中野中筋線
- 兵庫県道337号生瀬門戸荘線

### バス
- 阪急バス
  - 市内に宝塚営業所を持ち、宝塚駅や逆瀬川駅、仁川駅から宝塚市南部の各地を巡回する路線を運行している。
    - 西谷自動車を前身とする阪急田園バスを2019年7月1日に吸収し、西谷出張所として市北部の西谷地区の路線（主に武田尾駅発着）を担当していたが、2021年4月1日に宝塚営業所へ統合。ただし、宝塚駅と西谷地区を結んだ路線は廃止された[34]。

  - 山口営業所（西宮市）が宝塚駅から西宮市北部の生瀬・名塩地区や山口町、神戸市北区の有馬温泉・岡場駅へ乗り入れる路線を担当。
  - 西宮営業所（西宮市）が仁川駅から武庫川沿いを経由して阪急逆瀬川やJR甲子園口（西宮市）に乗り入れる路線を担当。
  - 清和台営業所（川西市）が阪急川西能勢口から本市の花屋敷松ガ丘方面[* 8]に乗り入れる路線を担当。
  - 伊丹営業所（伊丹市）が雲雀丘花屋敷駅から川西市満願寺および阪急川西能勢口駅に乗り入れる路線を受け持つ。
  - 猪名川営業所（猪名川町）が武田尾駅から西谷地区の路線および猪名川町の日生中央駅と西谷地区を結ぶ路線を運行。2022年4月1日に宝塚営業所から移管[35]。
- 阪神バス - 宝塚駅から国道176号・尼宝線沿いに阪神尼崎、阪神杭瀬駅北、宝塚市立病院経由で阪神甲子園に乗り入れる路線を運行。
- 伊丹市営バス - 伊丹市（主にJR伊丹及び阪急伊丹）からJR中山寺や山本団地に乗り入れる路線を持つ。
- 神姫バス（撤退） - 阪急バスと共同運行で三田駅から西谷地区に乗り入れる路線を運行していたが、2021年3月末で廃止（阪急バスも西谷地区から三田への路線は廃止した）[36]。

### 空港
隣接市の伊丹市には大阪国際空港があり、宝塚市を含め関西一円の航空利用者の交通拠点となっている。宝塚市も、大阪国際空港に対する地元自治体の連合である大阪国際空港周辺都市対策協議会（10市協）の一員である。宝塚市からは、鉄道・バス・自動車などにより大阪国際空港へ短時間で容易にアクセスすることができる。
なお、かつては10市協の他の自治体同様に、宝塚市も、大阪国際空港を発着する航空機の騒音に悩まされていたが、航空機の技術革新により騒音問題は大きく改善した。かつては国が定める騒音防止対策区域に宝塚市の一部も含まれていたが、2009年3月6日をもって宝塚市全域は区域の指定を解除され、少なくとも国の行政の視点からは市内の騒音問題は解決済みである。ただし、宝塚市は、さらなる騒音の改善を見据えて、現在も騒音基準の達成状況については詳細な監視を継続している。また、風速5 m/s以上の強い南東の風が吹くときに行われる逆着陸飛行（大阪国際空港の滑走路14R・14Lを使った運用）は、実施される頻度は極めて少ないものの、実施されると航空機が空港北西側のコース（尼崎市～西宮市～宝塚市～川西市のコース）を低空で空港への着陸に向けて飛行し、当該コース下の地域に通常よりも大きな騒音を与える。宝塚市は逆着陸飛行による騒音の影響が比較的大きいため、市は大阪国際空港の逆着陸飛行の動向も調査を行っている。

## 観光

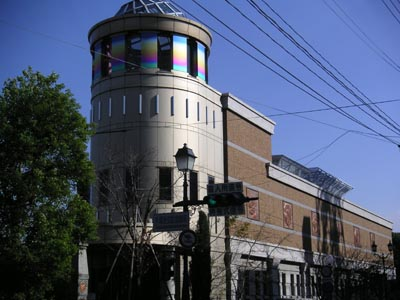
手塚治虫記念館

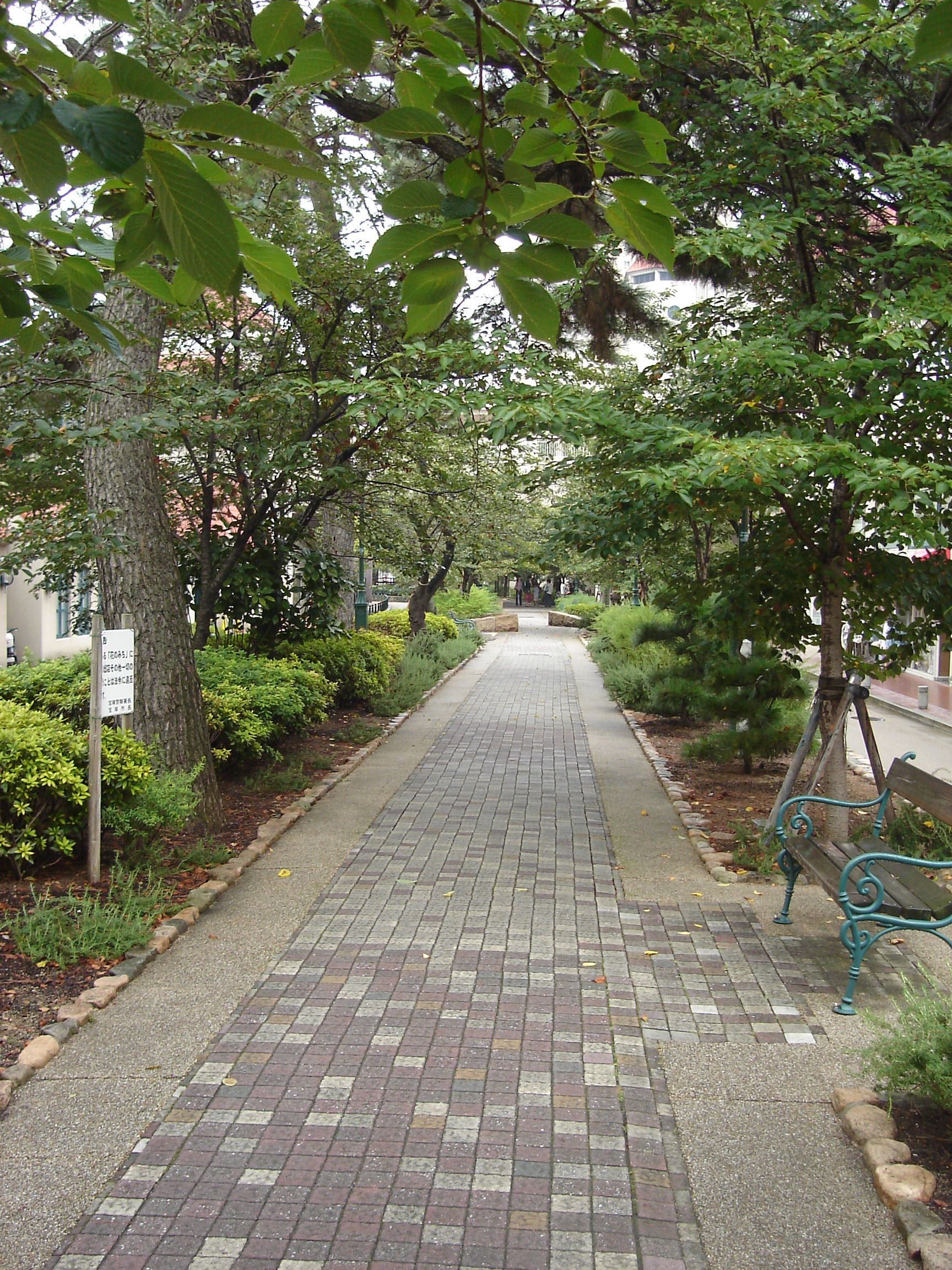
花のみち

| 年     | 観光客数 (万人) |
| ------ | --------------- |
| 1985年 | 1,821           |
| 1988年 | 1,815           |
| 1991年 | 1,776           |
| 1994年 | 1,734           |
| 1997年 | 1,590           |
| 1999年 | 1,679           |
| 2002年 | 1,530           |
| 2004年 | 1,518           |
| 2007年 | 1,376           |
| 2012年 | 927             |
| 2014年 | 978             |
| 2016年 | 983             |

宝塚市の観光客の大部分は日帰りの観光客であり、宿泊者は全体の約1.3%である。また、中心市街地の観光客数は、約150万人前後である。

### 名所
- 宝塚大劇場
- 宝塚バウホール
- 花のみち
- 宝塚市立手塚治虫記念館
- 阪神競馬場
- 鉄斎美術館
- 正司邸 -1918-19年（大正7-8年）築の洋館・和館（設計古塚正治、国の登録有形文化財、NHK「ふたりっ子」撮影地）
- 宝塚市庁舎 - 1980年、村野藤吾設計。
- 宝塚市市史資料室（旧松本邸）- 1937年（昭和12年）築の洋館（国の登録有形文化財）
- 宝塚市立小浜宿資料館
- 宝塚市立文化創造館（宝塚音楽学校旧校舎）すみれミュージアム
- 高崎記念館 - ウィリアム・Ｍ・ヴォーリズの設計
- 小林聖心女子学院本館 - 国の登録有形文化財、アントニン・レーモンド設計、1927年竣工
- 千苅水源池
- 中山
- 長尾連山
- 最明寺滝
- 丸山湿原群 兵庫県の天然記念物で兵庫県最大の湿原

### 宿泊・温泉
- 宝塚温泉
  - 宝乃湯
  - ナチュールスパ宝塚
  - 宝塚ホテル
  - 宝塚ワシントンホテル
  - ホテル若水
- 武田尾温泉

### 旧跡・宗教施設

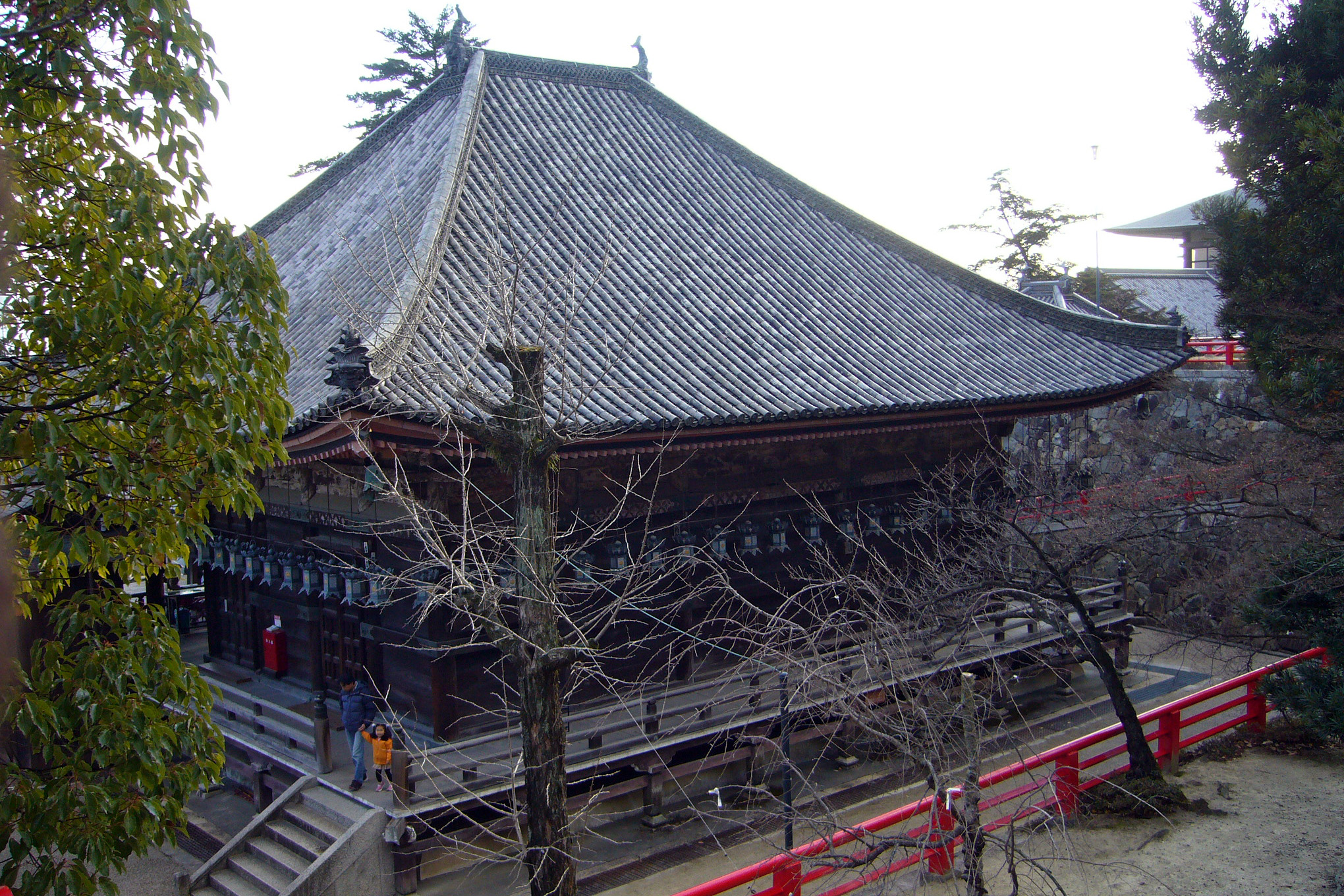
中山寺

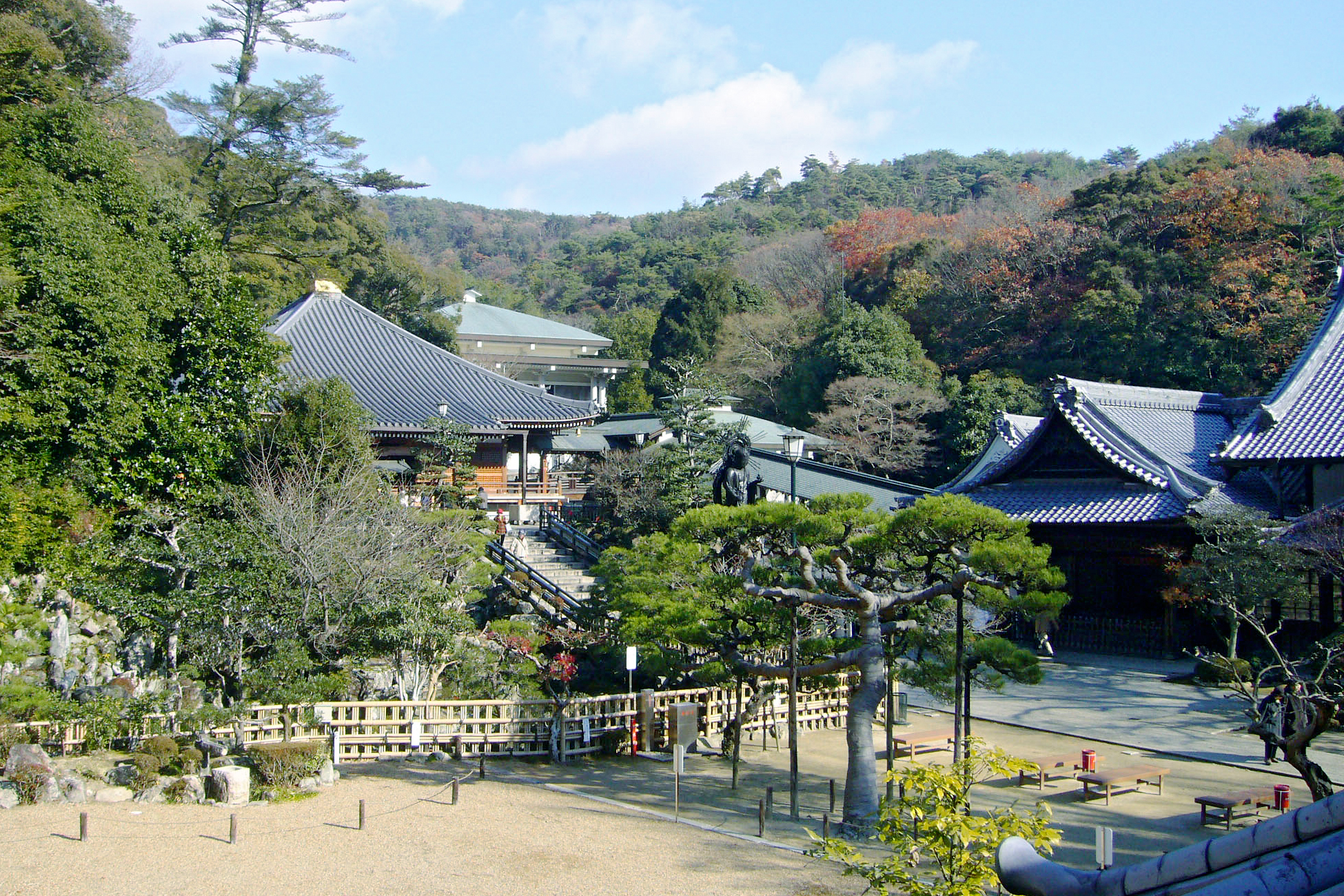
清荒神清澄寺

#### 寺院
- 中山寺
- 清荒神清澄寺
- 平林寺
- 普明寺
- 普門寺
- 大宝寺
- 泉流寺
- 宝山寺
- 普光寺
- 毫摂寺
- 宝泉寺
- 塩尾寺
- 妙久寺

#### 神社
- 宝塚神社
- 波豆八幡神社
- 八幡神社
- 素盞嗚神社（高司・長谷）
- 伊和志津神社
- 売布神社
- 松尾神社
- 天満神社（山本・境野）
- 八王子神社
- 八阪神社（平井・清荒神）
- 小浜皇大神社
- 川面神社
- 皇太神社
- 住吉神社
- 市杵島姫神社
- 春日神社
- 熊野神社

#### その他
- 古墳
  - 長尾山古墳（4世紀初頭）
  - 安倉高塚古墳（4世紀頃）
  - 万籟山古墳（4世紀末）
  - 白鳥塚古墳（7世紀初）
  - 中山荘園古墳（7世紀中頃）
- 北米谷古墓
- カトリック宝塚教会…1966年、村野藤吾設計
- 公園
  - 兵庫県立宝塚西谷の森公園 - 2008年開園。
  - 宝塚市立宝塚園芸振興センターあいあいパーク

### 祭事・催事
- 宝塚歌劇団
- 宝塚ベガ音楽コンクール
- 宝塚国際室内合唱コンクール
- 宝塚観光花火大会
- 宝塚学検定
- 宝塚音楽回廊
- 宝塚映画祭
- 宝塚記念
- 宝塚まつり
- 宝塚のだんじり祭…市内15の神社で開催、地車は計18基

## 著名人

### 出身者
- 手塚治虫（漫画家、アニメ監督）
- 岡崎慎司（サッカー選手）
- 東野幸治（お笑いタレント）
- 板倉俊之（お笑い芸人）
- 相武紗季[39]（女優）
- 山本太郎（国会議員、元俳優・タレント)
- ヒロド歩美（朝日放送テレビアナウンサー）
- キダ・タロー（作曲家）
- 井上聖也（サッカー選手）
- 井上衛（映画・テレビドラマプロデューサー）
- 堀潤（NHK元アナウンサー）
- 土屋誠（元広島ホームテレビアナウンサー)
- 中村佑介（イラストレーター）
- 今岡真訪（元プロ野球選手・コーチ、野球評論家）
- 金村義明（元プロ野球選手、野球解説者）
- 石毛礼子（元歌手）
- 伊藤榮子（女優）
- 今村孝矢（ゲームクリエイター）
- 快児（ピン芸人）
- よじょう（お笑いコンビ　ガクテンソク）
- 奥田修二（お笑いコンビ　ガクテンソク）
- 信濃岳夫（お笑い芸人）
- キャツミ（ピン芸人）
- 神山智洋（WEST.）
- 武知海青（THE RAMPAGE from EXILE TRIBE）
- 大西正昭（スタントマン）
- 安田寿之（作曲家）
- 安井牧子（タレント）
- 南彩夏（タレント、元アイドル）
- 谷口キヨコ（ディスクジョッキー、タレント）
- 山本美希（NHK元アナウンサー）
- 中條誠子（NHKアナウンサー）
- 亀井京子（テレビ東京元アナウンサー）
- 小正裕佳子（NHK元アナウンサー）
- 上泉雄一（毎日放送アナウンサー）
- 松川浩子（毎日放送アナウンサー）
- 関根友実（フリーアナウンサー）
- 黒部亜希子（テレビ大阪アナウンサー）
- 丁野奈都子（フリーアナウンサー）
- 乾麻梨子（朝日放送テレビアナウンサー）
- 塚本麻里衣（朝日放送テレビアナウンサー）
- 森田茉里恵（NHKアナウンサー）
- 西阪太志（NHKアナウンサー）
- 嶋田ココ（NHKアナウンサー）
- 岸田奈緒美（元信越放送アナウンサー）
- 中川栞（フリーアナウンサー)
- 斉加尚代（テレビディレクター報道記者)
- 西尾桃 (読売テレビアナウンサー)
- 木興拓哉（元プロ野球選手）
- 衣川篤史（元プロ野球選手）
- 氷上恭子（声優）
- 間慎太郎（歌手）
- ミスター珍（プロレスラー）
- クボケンジ（歌手）
- HALLCA (シンガーソングライター)
- 尾崎裕（大阪ガス代表取締役社長）
- 奥克彦（元外務省大使）
- 杉本和範（第10代福井県小浜市長）
- 笑福亭呂鶴（落語家）
- 林家染左（落語家）
- 寺内健（飛込競技選手）
- 玉井陸斗（飛込競技選手）
- 内田達也（ザスパクサツ群馬所属）
- 古部健太（モンテディオ山形所属）
- 岸和田玲央（ラグビー選手）
- 三島琳久（ラグビー選手）
- 上田現（ミュージシャン）
- 渡部やえ（演歌歌手）
- 村田由香里（元新体操選手）
- 岩沢慶明（ラジオパーソナリティ、スタジアムDJ）
- 高田郁（時代小説作家）
- 上田現（音楽家）
- 廣木道心（武道家）
- 川勝茂弘（洋画家）
- 渡嘉敷勝男（元プロボクサー、タレント）
- 山路藍（女子競輪選手）
- 坪憲章（競走馬調教師）
- 橋田満（競走馬調教師）
- 簗田善則（競馬騎手）
- 伊藤正徳（競馬騎手）
- 志岐幸子（1993年ミス・ユニバース・ジャパン）
- 中原詩乃（ミュージカル俳優）
- 佐々木恒男（経営学者）
- 片野泰敬（講演家、企業研修講師）
- 西村文宏（ウェブデザイナー）
- 板橋美波（飛込競技選手）
- 綾凰華（元宝塚歌劇団雪組男役）
- 七彩はづき（宝塚歌劇団花組娘役）
- 華純沙那（宝塚歌劇団雪組娘役）
- 天彩峰里（宝塚歌劇団宙組娘役）
- 土屋秋恆（水墨画家）
- 若槻昌高（空手家）
- 光森裕樹（歌人）
- 小園海斗（プロ野球選手）
- 三浦璃来（ペアスケート選手）
- 山守文雄（テレビプロデューサー、作家、漫画原作者）
- 金岡又右衛門 (4代目)（園芸家）

### 名誉市民
- 手塚治虫
- 春日野八千代（元宝塚歌劇団名誉理事）

### 特別名誉市民
- 坂上頼泰（木継太夫）

### 特別市民
- サファイヤ・フォン・シルバーランド（手塚治虫原作/漫画・アニメ「リボンの騎士」の主人公）

## 宝塚市が舞台になった作品
宝塚歌劇団や宝塚音楽学校を題材にした作品は多く、ロケ地としても度々使われている。

### 小説
- スィート・ホーム（原田マハ）
- 阪急電車（有川浩）（阪急今津線 仁川駅 - 宝塚駅）
- 弧猿（井上靖）[* 11]
- 歌劇学校（川端康成）
- あるぷす大将（吉川英治）
- 桜守（水上勉）
- がしんたれ（菊田一夫）
- 宝塚海軍航空隊（栗山良八郎）
- ロミオの父（阪田寛夫）

### 随筆・エッセイ
- 宝塚の歌劇少女（橋詰せみ郎）
- 寶塚（平井房人）
- 寶塚物語（平井房人）
- 續寶塚物語 寶塚夜話（平井房人）
- 宝塚花束（平井房人）
- 宝塚スター物語（丸尾長顕）
- 宝塚小夜曲（丸尾長顕）
- 清く正しく美しく（天津乙女）
- おひたち記（小夜福子）
- 葦笛（葦原邦子）
- 宝塚物語（葦原邦子）
- 白薔薇の抄（春日野八千代）
- 夢の菓子をたべて－わが愛の宝塚（田辺聖子）

### 漫画
- アドルフに告ぐ（手塚治虫）
- 紙の砦（手塚治虫）
- スリル博士（手塚治虫）
- 東京シャッターガール（桐木憲一）
- タカラヅカが好きすぎて。（細川貂々）
- タカラヅカ 夢の時間紀行（細川貂々）
- お多福来い来い てんてんの落語案内（細川貂々）
- すみれの花咲く頃（松本剛）
- 阪急タイムマシン（桐畑水葉）

### ドラマ
- 虹を織る
- 愛と青春の宝塚
- てるてる家族
- 悲しみだけが夢をみる
- トイレの神様
- シンシア 〜介助犬誕生ものがたり〜

### 映画
- 寳塚夫人
- 小早川家の秋
- 誘拐報道
- 阪急電車 片道15分の奇跡